# Filme em Minas
O Filme em Minas é um programa do governo de Minas Gerais, criado em 2004, para estimular a produção do audiovisual no estado. Parceria do governo com a Cemig (Companhia Energética de Minas Gerais), é aberto à participação de profissionais da área de todo o país.
Em suas quatro edições, o programa já beneficiou 111 projetos, segundo a Secretaria de Estado de Cultura de Minas Gerais .
A partir de 2005, a realização tornou-se bianual. Na quarta edição do Filme em Minas  (2009/2010) foram distribuídos financiamentos para  33 projetos selecionados, beneficiando nove categorias da produção audiovisual em Minas Gerais.

## Categorias
As categorias contempladas são: Produção de Longas-Metragens, Distribuição de Longas-Metragens, Finalização, Curtas-Metragens, Documentários em Vídeo, Formato Livre, Publicações, Digitalização de Acervos e Copiagem, Desenvolvimento de Roteiros e Incentivo Minas Film Commission ao Cinema Nacional.

## Divulgação/Premiação
As produções financiadas pelo Filme em Minas têm obtido premiações nacionais e até indicação para um dos prêmios mais importantes do cinema internacional: o Academy Awards, conhecido como a festa do Oscar.
É o caso de “Mutum”, filme de Sandra Kogut, inspirado na obra de Guimarães Rosa e filmado em Minas Gerais, na região de Três Marias. O longa-metragem foi uma das 14 produções selecionadas pelo Ministério da Cultura para concorrer a uma indicação ao prêmio de melhor filme estrangeiro na edição do Oscar 2009.
Além disso, “Mutum” foi o ganhador do prêmio de melhor filme do Festival do Rio  em 2007, e também foi exibido em vários outros festivais internacionais, como o Festival de Cannes .
O filme “O Andarilho” de Cao Guimarães , também do programa Filme em Minas, foi premiado como o melhor filme do 9º Festival Internacional de Cine Las Palmas de Gran Canária .
Os filmes realizados com recursos do programa integram o Acervo Filme em Minas, uma coleção de títulos, em DVD, disponível para exibições não comerciais em todo o estado. Prefeituras e instituições culturais exibem os filmes em suas regiões, disseminando a produção mineira e o programa Filme em Minas.